# تونس في بطولة العالم لألعاب القوى 2009
 تنافست تونس في بطولة العالم 2009 لألعاب القوى من 15 إلى 23 أغسطس في برلين.

## اختيار الفريق
| حدث            | الرياضيين     | الرياضيين                   |
| حدث            | رجال          | نساء                        |
| -------------- | ------------- | --------------------------- |
| 3000 متر حواجز |               | حبيبة الغريبي               |
| سباق 20 كم مشي | حسنين السباعي | ألفة اللافي شيماء الطرابلسي |

| حدث       | الرياضيين      | الرياضيين |
| حدث       | رجال           | نساء      |
| --------- | -------------- | --------- |
| رمي الرمح | محمد علي قبابو |           |

## النتائج

### رجال
أحداث المسار والطريق
| حدث                    | الرياضيين     | نهائي   | نهائي |
| حدث                    | الرياضيين     | نتيجة   | مرتبة |
| ---------------------- | ------------- | ------- | ----- |
| 20 كم سيرا على الأقدام | حسنين السباعي | 1:22:52 | 19    |

الأحداث الميدانية والمختلطة
| حدث       | الرياضيين      | المؤهل | المؤهل | نهائي | نهائي |
| حدث       | الرياضيين      | نتيجة  | مرتبة  | نتيجة | مرتبة |
| --------- | -------------- | ------ | ------ | ----- | ----- |
| رمي الرمح | محمد علي قبابو |        |        |       |       |

### نساء
أحداث المسار والطريق
| حدث                    | الرياضيين       | يسخن     | يسخن  | نهائي             | نهائي |
| حدث                    | الرياضيين       | نتيجة    | مرتبة | نتيجة             | مرتبة |
| ---------------------- | --------------- | -------- | ----- | ----------------- | ----- |
| 3000 متر حواجز         | حبيبة الغريبي   | 9: 26.40 | 6     | 9: 12.52 رقم جديد | 6     |
| 20 كم سيرا على الأقدام | ألفة اللافي     | -        | -     |                   |       |
| 20 كم سيرا على الأقدام | شيماء الطرابلسي | -        | -     | 1:39:50           | 31    |

## روابط خارجية
- الموقع الرسمي للمسابقة